# Raionul Hluhiv, Sumî
Hluhiv (în ucraineană Глухівський район, transliterat: Hluhivskîi raion) este un raion în regiunea Sumî, Ucraina. Reședința sa este orașul Hluhiv.

## Demografie
Componența lingvistică a raionului Hluhiv
     Ucraineană (78,14%)
     Rusă (21,68%)
     Alte limbi (0,1%)
Conform recensământului din 2001, majoritatea populației raionului Hluhiv era vorbitoare de ucraineană (78,14%), existând în minoritate și vorbitori de rusă (21,68%).